# Герб Мельничного (Самбірський район)
Герб Мельничного — офіційний символ села Мельничне Львівської області, затверджений 27 жовтня 2023 року сесією Турківської міської ради.
Автор проекту — А. Гречило.

## Опис
У золотому полі чорне колесо водяного млина над хвилястою синьою основою; у відділеній ялинкоподібно синій главі срібний меч із золотим руків'ям ліворуч.

## Зміст
Млинське колесо вказує на назву поселення, що походить від водяних млинів (герб є напівпромовистим). Хвиляста основа означає Мельничний потік, який протікає через село. Ялинкоподібне ділення характеризує розташування Мельничного біля щедрих лісів. Меч є атрибутом покровителя села Архистратига Михаїла, а також уособлює традиції боротьби за волю та незалежність.